# Borja
Borja este un oraș, reședința a comărcii Campo de Borja, în provincia Zaragoza și comunitatea Aragon. Are o populație de 5020 de locuitori (2011).
Familia Borgia sau "Borja" (forma originală în ortografia aragoneză în Evul Mediu) era o familie valenciană care își avea rădăcinile în localitatea Borja din Aragon și care se stabilise în localitatea valenciană de Xàtiva. Era una dintre cele mai puternice și influente familii din perioada renașterii din Coroana de Aragon și Italia. Doi dintre membrii acestei familii au ajuns papi Alfons: (Calixtus III) și Roderic (Alexandru VI).
1. ↑  Nomenclátor Geográfico de Municipios y Entidades de Población (20240402 edition)